# Liste von Kriegsschiffen mit Namen Berlin
Nach der Stadt Berlin waren und sind zahlreiche Kriegsschiffe benannt.

## FregatteBerlinum 1674

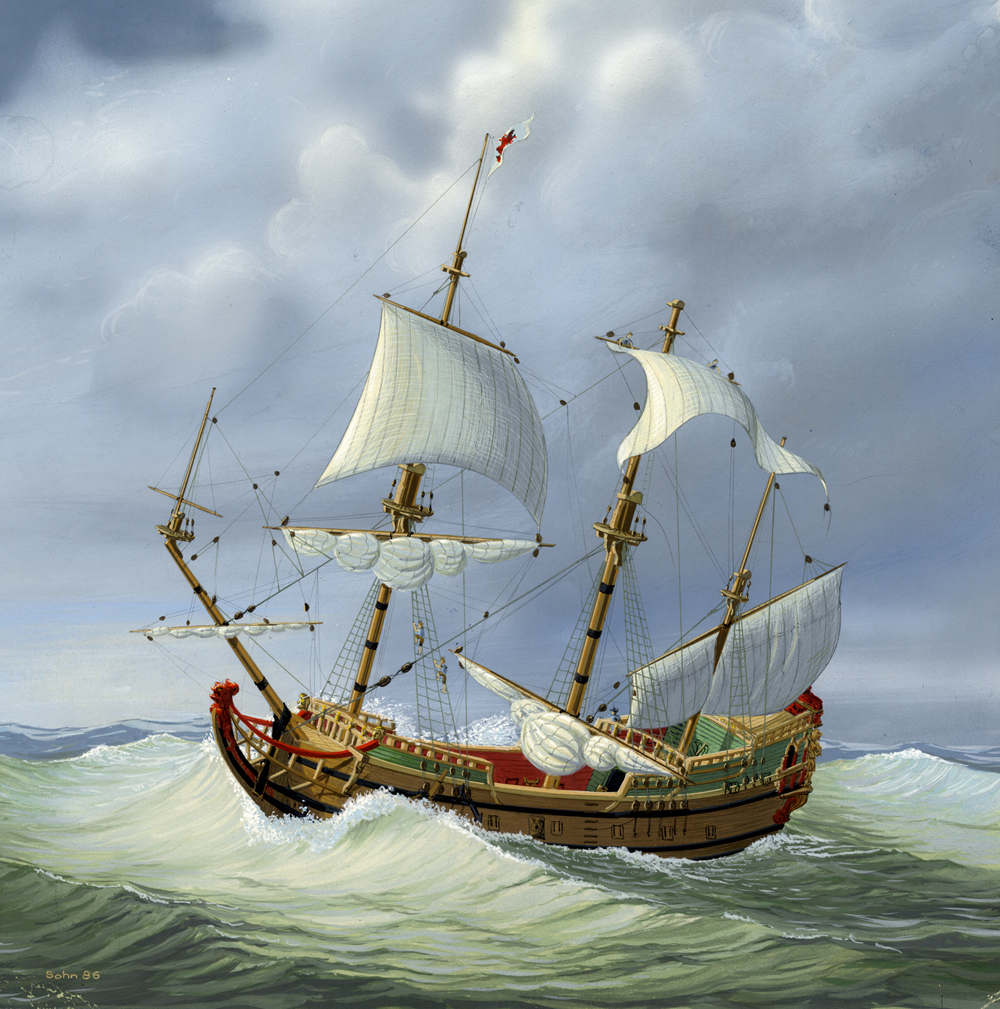
Fregatte Berlin

Segelfregatte unter der Flagge des Kurfürstentums Brandenburg. Vermutlich 1674 in Zeeland (Niederlande) für Benjamin Raule gebaut und an Kurfürst Friedrich Wilhelm v. Brandenburg, den Großen Kurfürsten, verchartert. Im Jahr 1675 wurde die Fregatte für die Kurbrandenburgische Marine in Dienst gestellt und nahm 1676 und 1677 an Kampfhandlungen gegen die schwedische Flotte in der Ostsee teil. 1681 segelte die „Berlin“ unter Cornelius Reers nach Westindien. Unter dem Namen „Stadt Berlin“ reiste das Schiff 1687 nach Westafrika und wurde am 7. Januar 1688 vor Guinea von der Niederländisch-Westindischen Kompagnie beschlagnahmt. Unter dem Namen „Stadt Berlijn“ wird sie in die WIC übernommen.
Alle aktuell bekannten Zeichnungen, Pläne, Darstellungen beruhen auf einer Zeichnung aus dem Amsterdamer Schiffahrtsmuseum. Diese Zeichnung zeigt lediglich ein Schiff derselben Maße der „Berlin“. Alle Details, Verzierungen und die äußere Form des Schiffes des Modellplans der „Berlin“ sind von dieser Quelle übernommen und haben keinerlei Anspruch auf Originalität. Der Modellplan ist bereits vor dem Zweiten Weltkrieg erstellt worden und bedarf dringend einer Anpassung an den aktuellen wissenschaftlichen Kenntnisstand.
- Länge: 22,65 m (80 Fuß)
- Breite: 6,23 m (22 Fuß)
- Besatzung: 70 bis 100 Mann (90 Mann im Jahr 1680)
- Bewaffnung: 14–16 Kanonen (16 Geschütze im Jahr 1680)

### Weblink
- Panorama maritim private Homepage mit Angaben nach archivalischen Quellen

## KaperschiffBerlinum 1759
Schnau aus London, die 1759 mit einem preußischen Kaperbrief ausgestattet war, aber dann doch nicht eingesetzt wurde.

## TransportschiffStadt Berlinum 1807
Segelschiff unter preußischer Flagge, das im Mai 1807 zur Versorgung der preußischen Festung Danzig-Neufahrwasser eingesetzt wurde.

## LinienschiffVille de Berlin1807
Während der französischen Besetzung der Niederlande ab 1806, sollten in Antwerpen Schiffe für die französische Marine gebaut werden. Darunter war auch das 74-Kanonen-Schiff Ville de Berlin. Es wurde 1807 in den Standardmaßen für 74-er erbaut und führte 28 36-Pfünder, 30 18-Pfünder, 16 8-Pfünder Kanonen und 4 32-Pfünder Carronaden. Zur Zeit des Stapellaufs oder kurz danach hieß das Schiff auch Thésée.

Es ist nur ein Einsatz bekannt geworden, der mit dem englischen Angriff auf Walcheren zusammenhängt. Dabei sollten die 20 in Antwerpen liegenden Linienschiffe am 30. Juni zu einem Angriff auf die englischen Landungstruppen auslaufen. Da aber britische Truppen bereits wichtige Schanzen am Ufer besetzt hatten, wurde erst der Angriff aufgegeben und dann die Schiffe hinter einer schwimmenden Barriere bei Fort Lillo in Sicherheit gebracht.

Nach dem Ende des Napoleonischen Kaiserreiches wurde das Schiff in Atlas umbenannt. Bereits 1819 wurde das Schiff unter dem neuen Königreich der Niederlande aus der Liste der aktiven Schiffe gestrichen und als Hulk geführt.

## LinienschiffBerlinvon 1813
Kriegsschiff unter der Flagge von Russland. Das Linienschiff wurde 1813 in Archangelsk erbaut und in den Dienst der Baltischen Flotte gestellt. Nach seiner Außerdienststellung 1827 diente das Schiff als schwimmendes Magazin.
- Länge: 54,25 m
- Bewaffnung: 74 Kanonen

## Kleiner KreuzerBerlinvon 1905 – 1929
Hauptartikel: Berlin (Schiff, 1905)

## Minenleg- und RäumschiffBerlinvon 1957
Motorschiff unter der Flagge der DDR. Das Schiff wurde 1957 auf der VEB Peene-Werft in Wolgast für die Volksmarine gebaut. Das MLR war das Typschiff des Projekts Krake der Volksmarine.
- Wasserverdrängung max.: 741 Tonnen
- Länge: 66,10 m
- Breite: 8,40 m
- Tiefgang: 2,52 m
- Antrieb: 2 Dieselmotore mit 2367 PS (1765 kW)
- Geschwindigkeit: 16,5 Knoten (etwa 30,5 km/h)
- Reichweite: 2465 Seemeilen (4565 km)
- Bewaffnung: 1 Geschütz Kaliber 8,5 cm / 5 Maschinenkanonen 2,5 cm / Wasserbomben / Seeminen

## KüstenschutzschiffBerlin – Hauptstadt der DDRvon 1979

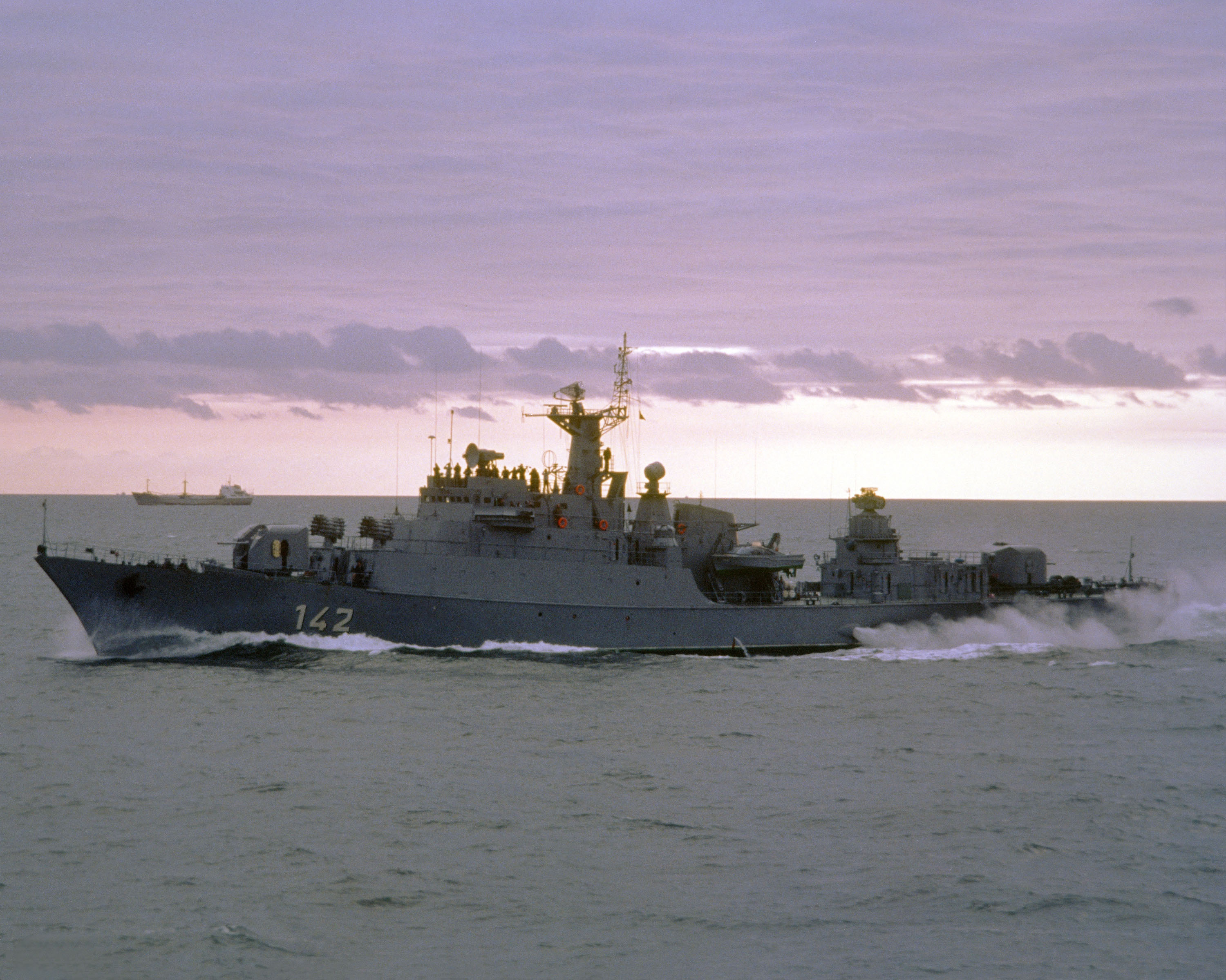
Küstenschutzschiff Berlin, 1985

Fregatte des Projekts 1159 unter der Flagge der DDR. Das Küstenschutzschiff wurde auf einer Werft in der UdSSR gebaut und am 10. Mai 1979 von der Volksmarine der DDR in Dienst gestellt. Mit der Wiedervereinigung wurde das Schiff mit NATO-Kennung zunächst von der Bundesmarine übernommen, wenig später jedoch außer Dienst gestellt und im Marinehafen von Peenemünde aufgelegt.
- Wasserverdrängung: 1600 Tonnen
- Länge: 96,40 m
- Breite: 12,55 m
- Tiefgang: 3,48 m
- Antrieb: 2 Dieselmotoren und eine Gasturbine mit 34.530 PS (25.750 kW)
- Geschwindigkeit: 30 Knoten (etwa 56 km/h)
- Bewaffnung:
  - 2 Zwillingsgeschütze Kaliber 7,6 cm
  - 2 Zwillings-Maschinenkanonen Kaliber 3 cm
  - 2 Lenkraketenstarter
  - 2 Wasserbomben-Werfer
  - Seeminen